# キコニアのなく頃に
『キコニアのなく頃に』（キコニアのなくころに、Ciconia When They Cry）は、07th Expansion制作による日本のビジュアルノベル作品である。『ひぐらし』と『うみねこ』に続く「なく頃に」シリーズの第3作目。タイトルは『キコニアのなく頃に』のように「な」を赤文字で表記する。

## 概要
第四次世界大戦の勃発を止めようとする人々を描くポストアポカリプスもの。全4話構成での展開が予定されている。原画・シナリオは竜騎士07、演出はナカオボウシ。Microsoft Windows及びMacOS向けに、07th ExpansionとMangaGamerによって公開されている。
| 編     | サブタイトル         | 発売日        |
| ------ | -------------------- | ------------- |
| Phase1 | 代わりのいる君たちへ | 2019年10月4日 |
| Phase2 | 未公表               | 未公表        |
| Phase3 | 未公表               | 未公表        |
| Phase4 | 未公表               | 未公表        |

第三次世界大戦から100年後、科学技術が発展した世界を舞台としている。ナノマシン「8MS」による環境操作によって、世界は滅亡を回避し、5つの陣営に分かれることとなった。戦時中に発射された太陽弾頭により、日本は大阪から岐阜にかけて「ガラスの海」となり、その領土は環北極連合「AOU」と環中央洋連合「COU」に分割されている。この世界では、超技術が発展しており、「霊素」によるエネルギー供給、脳内ディスプレイを使用するウェアラブル端末「セルコン」、工場での子供生産と遺伝子の取捨選択による遺伝病の克服が実現している。また、従来の兵器を無効化する「リジェクションシールド」や飛行機能を持つ兵器「ガントレット」を装備した少年少女が登場する。
本作の物語は、大戦から100年後の未来において、終末の時計が再び動き出すところから始まる。物語の中心となるのは、「ガントレットナイト」と呼ばれる戦士たち。彼らは互いに不殺を誓いながらも、さまざまな勢力の思惑に巻き込まれていく。人類の滅亡を目論む秘密結社、神の叡智を解読しようとする科学者たち、そして「世界は滅ぶべきだ」と囁く謎の存在。これらの要素が複雑に絡み合い、世界が終焉へと向かっていく様子が描かれる。

## 開発

### 沿革
Phase1
Phase1の執筆は、竜騎士07が脚本を手掛けたドラマCD『ハオルシア』を制作していた2017年11月に開始された。翌2018年7月、主人公の原画と共に『●●のなく頃に（仮）』として制作が発表された。当初は2018年冬に頒布される予定だったが、2019年10月4日まで延期された。
Phase2
Phase2は2020年5月発売を目標に開発が進められていた。しかし、2020年1月1日に、竜騎士07の商業作品との兼ね合いから、発売時期を2020年内に変更。その後、COVID-19の流行や2022年ロシアのウクライナ侵攻の影響を受けて、発売は無期限に延期された。
竜騎士07は延期の理由として、現実世界で戦争が続いている状況を挙げている。『キコニア』は決して戦争を賛美する作品ではないが、戦争をテーマとした物語をフィクションとして発表することが適切かどうかについて、明確な答えを見いだせていないと述べている。また、現実の出来事と本作で描きたかったテーマの整合性が取れず、自身の内で明確な答えが出ていないため、再開は時期尚早であると考えている。
一方で、作家としての活動を継続する意欲は強く、『キコニア』の執筆を一時休止する代わりに、他の『なく頃に』シリーズの新作を制作する可能性についても言及している。『キコニア』は全4話構成であり、内容はほぼ決まっているため、一時的に「寝かせる」ことも選択肢の一つとして考えている。
Phase2のストーリーについて竜騎士07は、Phase1とは反対側の勢力の視点を描くか、Phase1のストーリーの続きを描くかの二通りの物語を想定しているという。

### 作風
『キコニア』はこれまでの『なく頃に』シリーズとは異なり、推理や考察が義務化されていない。これは、多種多様なファンとの交流を経た竜騎士07が、物語を深読みしてもしなくても楽しめるような、楽しみ方を強制しない作品を目指したからである。このような作品を、竜騎士07は「ジャンル『エヴァンゲリオン』」と表現している。
本作はこれまでの『なく頃に』シリーズよりも物語が凝縮されている。これまでは出題編4編・解答編4編の計8編で物語が構成され、第1話は登場人物と舞台設定の紹介に焦点が当てられていた。それに対して本作は全4編構成での展開が予定されており、竜騎士07によれば、第1話時点でこれまでの出題編4編分に相当する情報量が詰め込まれているという。このような構成が選ばれたのは、出題編を長く描くと、ユーザーたちが情報を整えきれないと竜騎士07が判断したからである。出題編を凝縮して、解答編に重きを置くことを意識したという。
竜騎士07によれば、本作は「いまの時代を生きる子どもたちへのメッセージが込められた作品」だという。現代社会で没個性化の恐怖と戦う子どもたちに、物語を通じて共感を得たり、考えるきっかけを提供することを目指している。また、その親世代に対しても、現代の子どもたちを理解するための一助となることを意図しているという。本作のタイトルである『キコニア』は、子どもたちを題材としたいという思いから着想を得たと語っている。
竜騎士07は、本作に込めたメッセージを次のように語っている。
| 「                                                     | この世界は広いから、「ナンバーワン」になれなんてとても言えない。せめて、オンリーワンの存在になってほしい。 | 」 |
| —竜騎士07（『週刊ファミ通』2019年10月24日号 47頁より） | |    |

### 演出
本作の演出は、竜騎士07のシナリオをもとに、スクリプトと演出を担当したナカオボウシが世界観や背景加工、演出方針を統一する形で進められた。竜騎士07によれば、ナカオは凝り性で、一度こだわり始めると止まらない性格だという。そのため竜騎士07は、長期間の制作に対応しながらも、ナカオが得意とする派手な演出を活かせるよう、凝るべき部分とそうでない部分にメリハリをつける方針を採用したという。
ナカオは、本作の演出において特に戦闘シーンにこだわったと語っている。その中でも、登場人物がガントレットを用いて飛行する場面は、視覚的に特に魅力的に見えるよう工夫が凝らされているという。また、本作全体を通してコミック調の演出が意識されており、擬音が視覚的に表現されたり、会話シーンがマンガのコマ割りのように描写されたりしている。

### 彩色
本作の彩色作業はイラストレーターのれもたろが担当している。れもたろは、竜騎士07の下書きをもとに線画を作成し、そこから彩色作業を進めた。れもたろによれば、本作には多国籍のキャラクターが登場するため、彩色においては所属する国やチームごとに配色を分けることを重要視している。そのため、目や髪、服の色などについて多くのパターンを試し、キャラクターの特徴が際立つよう模索したという。特に、主人公である御岳都雄の彩色に関しては、色や影、テクスチャの塗り方を決めるだけでも多くの時間が費やされたと振り返った。
竜騎士07は、彩色の重要性について「『ひぐらしのなく頃に』がブレイクした頃に受けたアドバイスがきっかけとなり、以降こだわるようになった」と語っている。プロの彩色によってイラストの見栄えが大きく向上することを実感し、本作でもその点を重視した。
れもたろは、竜騎士07のイラストにはコアなファンが多く存在するため、自身の彩色が原画の魅力を損なわないよう細心の注意を払ったと述べている。竜騎士07の理想とする絵を考えながら、それをさらに引き立てるために意見交換を重ね、ディティールを調整した。何よりも、竜騎士07の絵の魅力がファンにしっかりと伝わるよう心掛けたという。ナカオも、れもたろが「絵をいかに魅力的に見せるか」に強くこだわっていたことを評価している。

### 音楽
本作の音楽は、daiが担当した。daiは『ひぐらしのなく頃に』の頃から音楽を手掛けており、07th Expansionの作品において最も古くから関わるスタッフの一人である。
『キコニアのなく頃に』の劇中曲の制作において、daiは竜騎士07や中尾から求められる楽曲のイメージを把握し、それに適した既存曲を探したり、作曲家が提供した楽曲の中から最適なものを選定する役割を担った。楽曲の方向性については、竜騎士07が自身でさまざまな曲を聴き、必要とする音楽のイメージをdaiと共有。その後、daiがそのイメージを咀嚼し、音楽家向けに適切な形で伝えることで、作曲家が具体的な楽曲制作を進められるようにした。なお、dai自身が作曲を担当する場合もある。
竜騎士07は楽曲制作において「開始2秒で楽曲の喜怒哀楽が分かるようにする」ことを重視している。前奏が長すぎると、楽曲の感情が伝わる前にシーンが進行してしまうため、必要に応じて修正を依頼することもあるという。

## 評価
本作の第1話は、2019年10月8日時点のSteamのユーザー総合レビューにて「非常に好評」と評価された。
ライターのKeiichi YokoyamaはPhase1を「良くも悪くも竜騎士07氏らしい作品」と評したうえで、その価格設定について、「連作であることと約10時間のプレイ時間を考慮すると、第1話時点で4,000円前後は強気である」と指摘している。竜騎士07はこの価格の背景として、専門スタッフの協力や制作コストを挙げ、「現在の自分にしか描けない作品であり、40万字超のテキストや高クオリティの彩色・演出を提供できる」と説明している。これに対してKeiichi Yokoyamaは「以前のなく頃にシリーズと比べると演出面では進化が見られるが、一部の表現や演出に気になる箇所があり、本編を読み終えた身としても高めな印象は否めない」と述べている。

## スタッフ
| 原画・シナリオ 竜騎士07 演出/スクリプト ナカオボウシ 彩色 彩色補佐 外園ゆう ジャケット彩色 彩色 音楽総監 dai スクリプト補佐 全体進行 Augustus Mancinus コーディネーター 瀬戸敦 翻訳 The Witch Hunt EEL Flag Inc. 開発エンジン PONScripter 開発エンジンカスタマイズ The Witch Hunt EEL Flag Inc. Webデザイン Chiz Web管理 タイトル＆パッケージデザイン れもたろ Opening Movie yokota Teaser movie ナカオボウシ デバッグ | Music dai Gin Kreuz H/MIX GALLERY M.Zakky PeriTune Pre-holder REV Mirror of ES xaki(Pomexgranate.) あきやまうに 甘茶の音楽工房 今川彰人 独り音 ラック眼力 稿屋 隆 効果音 M.Zakky びたちー素材館 OtoLogic 魔王魂 フリー効果音素材 クラゲ工匠 On-Jin ～音人～ 背景・素材 刻明調 Seshat Gutenberg Labo(GL-Runen) 瀬戸敦 Gin Kreuz Monster Party ぱくたそ Freepik Freepik stockvault Using icon designed by Freepik on www.flaticon.com Uses a modified version of Punch by Jeffrey Zeldman soundcocoon みつ ロス 虚無w 原澤愚見 背景加工 ナカオボウシ 背景加工補佐 茂木浩次 服茶 外園ゆう れもたろ |

## 主な勢力

### 国家群と空挺機兵分隊
環北極洋連合
通称AOU（The Arctic Ocean Union）。AOUアメリカとAOUロシアを中核とする国家群であり、東日本もその一部。B3Wの回復を目的としており、両中核国による世界覇権の再確立を目指している。核戦争後の人口減少に対応するため、工場による出産管理を導入し、急速な人口回復を実現。さらに、遺伝子の取捨選択を行い、遺伝病の克服にも成功している。人権意識が非常に高いとされ、自らを「世界の正義のリーダー」と位置付けており、他国の人権問題への積極的な介入を行っている。その一方で、工場生まれの人間が多数を占めるため、他陣営からは冷酷な国民性を持つと見なされている。
ウォーキャット
AOU統合軍本部直属の第0017空挺機兵分隊。都雄、ジェイデン、ギュンヒルドが所属する。
AOU全空挺機兵分隊の中でも最強とされている。ケッテの編成は前衛2＋後衛1で、交代しながら常に戦線を維持する戦術を取る。しかし、実際には前衛の都雄とジェイデンがほとんど疲労せずに戦い続けられるため、控えのギュンヒルドが出る機会は少ない。単独で敵防空網を突破し、航空優勢を確保した上で地上目標を攻撃、さらに航空支援まで行うという戦術を持ち、その活躍ぶりは軍隊を超えてスーパーヒーローのようだと評されている。
グレイブモウル
AOU統合軍ギローイ重4度軍事研究所所属の第100空挺騎兵実験分隊。クロエ、リリャ、コーシュカが所属する。
研究データ収集を目的とした実験部隊。編成は後衛2＋狙撃1の超防衛型であり、国際平和調停機構の軍事バランス調整の影響で、防御型軍事力の重要性が増すことを見越した戦術を取る。クロエが防御拠点の自動兵器を管理し、リリャが防空ドローン軍で制空、コーシュカが狙撃に専念するタワーディフェンス型の戦術。
環中央洋連合
通称COU（The Central Ocean Union）。B3W末期に台頭した新興超大国COU中国とCOUインドを中核とする国家群であり、西日本もその一部。AOUによる旧世界体制への復帰に反発し、これに対抗する形で結成された。B3W以前の価値観を唯一維持しており、伝統と人情を重視する国家群と自認している。そのため、他国を冷酷で非人道的な国家と見下す傾向がある。資本主義の色が強く、カネとコネが重要視される社会構造を持つため、他陣営からは腐敗した国家と見なされている。
白豹
COU統合軍本部直属、親衛空挺機兵分隊。鈴姬、百武、アイシャが所属する。
COU空挺機兵分隊の頂点に立つエリートケッテ。編成は前衛1＋遊撃1＋サポート1。3人で1人の剣士として機能する戦術を採用しており、鈴姫が攻撃の剣、百武が好守自在の短剣、アイシャが目と耳を担う。特に制空任務に特化しており、対空挺機兵戦を強く意識した構成となっている。1人でも欠ければ機能しないリスクを抱えるが、その完成度の高さからCOU最強の地位を維持している。
スパルナ
COU統合軍中央総隊第1支部所属、第301空挺機兵分隊。スジャータ、ルクシャーナ、アンドリーが所属する。
白豹隊に比べると宣伝が少なく知名度は劣るが、実力は匹敵している。編成は遊撃1＋後衛1＋後方火力1で、白豹隊とは異なり非空挺機兵戦を主任務とする。遠方からアンドリーがミサイル攻撃を行い、スジャータとルクシャーナがそれを護衛するスタイルを採る。
欧州中東連合もしくはエイブラハムの兄弟連合
通称ABN（The Abrahamic Brother Nations）。第三次世界大戦後、長年対立していた三宗教（ユダヤ教・キリスト教・イスラム教）の歴史的和解を基に誕生した宗教国家群。宗教的な伝統と戒律を厳格に遵守しており、信仰の自由を重視するため、他宗教を中傷する行為は厳しく禁じられている。宗教警察がこれを監視しており、その厳格さで知られる。戒律と伝統、宗教芸術を重んじる国家群を自称している。そうでない他陣営を憐れみ、宗教的価値観の浸透を図っている。宗教警察の権限の強さから、他陣営からは言論の自由が制限された警察国家と見なされている。
サラーサット・スユフ
ABN平和省所属の神聖0901空挺機兵分隊。ナイマ、スタニスワフ、ナオミが所属する。
ワンマンエース型の部隊であり、ナイマを中心とする編成。状況に応じてスタニスワフとナオミが遊撃またはサポートに回ることで、柔軟な戦術を展開する。
イェルダット・シャヴィット
ABN平和省所属、第012聖なる代行者隊。レア、ファトマ、ステファニアが所属する。
空挺機兵が反乱を起こした場合の鎮圧を想定して編成された部隊であり、ワンマンエース型のサラーサット・スユフとは対照的に、3人がかりで1人のエースを倒す戦術を採る。そのため、編成は前衛3のシンプルな構成となっている。一方で、彼女たちは公式には若者向けの宣伝部隊とされており、その実態については「特戦隊ではないか」「味方の監視と粛清を行うのではないか」といった噂が絶えない。
アフリカ連合王国
通称ACR（The Africa Commonwealth Realm）。第三次世界大戦直後に英雄王がアフリカ大陸を統一する形で誕生した国家群。無数の文化や宗教を統廃合するのではなく、連合王がすべての文化と宗教の最高権力者を兼任する形で統治している。伝統と文化を重視しつつも、AOUに続いて出産の工場管理を導入しており、伝統と先進技術を融合させた新興国家群を自称している。一部の王族が国政の失敗を他陣営のせいにし、国民の間で「他陣営がアフリカを再び植民地化しようとしている」という認識が広まっている。そのため、他陣営に対して過剰な敵対意識を持つ傾向がある。また、一部の王族の贅沢な生活ぶりから、他陣営からは腐敗した王室が国民を虐げていると見なされている。
6月1日国王陛下巡幸記念隊
通称601隊。ACR王族直属の空挺騎士団。リーテバイル、イシャク、アブドゥが所属する。
王女リーテバイルを中心とするワンマンエース型の部隊であり、王室と軍部にとっては彼女の活躍が宣伝として最適なため、最高の支援を受けつつも最前線に立たされている。編成は前衛1＋遊撃2で、イシャクとアブドゥはリーテバイルのサポートを務める。
王妃陛下カイロ行幸記念隊
通称カイロ隊。ACR統合軍所属の第一空挺騎士団。ヌール、ガネット、マリアナが所属する。
ACRでは個人の才能を重視する文化があり、カイロ隊もその方針に従い、最優秀の人材を集めて結成された。編成は遊撃3であり、他陣営のケッテと異なり、連携に制約を持たず自由な行動が許されている。そのため、定石が通用せず、対戦相手には「動きが読めない」と評されることが多い。
ラテンアメリカ大陸条約機構
通称LATO（The Lation American Treaty Organization）。A3Wの初期から豊富で希少な霊素の供給源として繁栄し、瞬く間に世界で最も裕福な国家群となった。世界の霊素供給の中心を担っており、その影響力は絶大で、どの陣営もLATOには逆らえない。現在は国際機関の本部が多数置かれ、事実上の世界の中心として機能している。強力な財政力を背景に軍事力も保有しており、B3W時代のアメリカが自称していた「世界の警察官」という立場を継承している。国民は極めて裕福であり、「次に生まれたい国ランキング」では常に首位を獲得している。しかし、その恵まれた環境ゆえに、他陣営からは羨望と嫉妬の目を向けられている。
健全な軍事バランス監視委員会
世界の紛争を監視し、介入を行う事実上のLATO軍。ヴァレンティナとマリカルメンが所属している。
地域紛争の存在は認めつつも、軍備には上限を設けて監視する立場にある。これは、紛争を一時的に冷却し、冷静な対話を促すための措置とされる。このため、他陣営には禁じられている高度な軍備が彼らには許されており、LATOのガントレットナイトは極めて強力である。また、LATOではケッテ（3機編成）ではなくロッテ（2機編成）を採用している。

### 騎士団
ウィステリア騎士団
御岳藤次郎を団長とする組織。目的は、社会の感情や意思決定を迅速かつ完璧に塗り替える技術を構築し、実践すること。報道と情報を武器とし、世界全体の意思を一方向に塗り替える力を持つ。人間には、集団の意思に抗う「ストッパー」としての性質が備わっているが、現在の世界ではそれが完全に消滅し、全体主義的な流れが生じている。ウィステリア騎士団は、この「神のプログラム」の脆弱性を突き、報道と情報を武器として用いることで、社会の感情を自在に操作する。
プロメテウス騎士団
セシャトを団長とする組織であり、ワールドリセットカルトの一つ。「主命のためなら悪魔の技を使い、悪魔の業に手を染めることも厭わない」という誓いを持つ。元々は第九最上騎士団から分かれた兄弟組織で、叡智を守り人類を救うことを最高目的としている。
第九最上騎士団
ジェストレスの配下に属する騎士団。団長はジェストレス本人ではなく別の人物が務めている。ガントレットナイトのみで構成される。「我が手に我が弓。我が矢は我が心の臓。放つ時に、怯むことなし」という誓いを掲げている。この世界の崩壊を不可避と考え、それを受け入れるのではなく、ゼロから新たな世界を創り出すことを目指している。
各国の主要なガントレットナイト部隊に潜入者を送り込み、情報収集や工作活動を行っている。特に御岳都雄と彼が率いる大浴場騎士団を最大の敵と見なしており、その動向を警戒している。都雄が世界中のガントレットナイトの支持を集めることを防ぐため、内側から監視し、彼の動きを掌握している。

## 登場人物
御岳 都雄（みたけ みやお）
本作の主人公。AOU日本出身。数少ないキコニア生まれの一人。
別人格として、ミャオが存在する。
ジェイデン
AOUアメリカ出身。
ギュンヒルド・グスタフソン
AOUスウェーデン出身。
クロエ・アイアンサイド
AOUカナダ出身。
リリャ・ヴィリヤカイネン
AOUフィンランド出身。
コーシュカ
AOUロシア出身。グレイブモウル所属。
劉 鈴姬（りんじー）
COU中国出身。
百武（ももたけ）
COU日本出身。
アイシャ
COUインドネシア出身。
スジャータ
COUインド出身。
ルクシャーナ
COUサウジアラビア出身。
アンドリー
COUマダガスカル出身。
ナイマ
ABNイラク出身。
スタニスワフ
ABNポーランド出身。
ナオミ
ABNフランス出身。
レア
ABNイスラエル出身。
ファトマ
ABNトルコ出身。
ステファニア
ABNルーマニア出身。
リーテバイル
ACR南アフリカ出身。
彼女の理想は、古代の戦いのようにエース同士が決着をつけることで戦争を終結させることにある。
イシャク
ACR南アルジェリア出身。
アブドゥ
ACR南セガネル出身。
ヌール
ACRエジプト出身。
ガネット
ACRエチオピア出身。
マリアナ
ACRアンゴラ出身。
ヴァレンティナ
LATOブラジル出身。
マリカルメン
LATOメキシコ出身。

### スリーパーソン
嘆きの王
スリーパーソンのリーダー格。
嗤いの王
怒りの王

### その他
ケロポヨ
コミュニケーションツール「キズナ」のマスコットキャラクター。
小此木 鉄郎（おこのぎ てつろう）
御岳 藤治郎（みたけ とうじろう）
御岳都雄の父親。AOU統合軍部直属の情報将校。趣味で旧式のカメラを持ち歩いている。
フィーア・ドライツィヒ
ABNドイツ出身。物理学者であり、ドライツィヒ変換の開発者。ベルンハルド物理学賞授与式前日の12月9日に失踪。翌々日の12月1日に市内ゴミ焼却場にて焼死体で発見された。生前は研究一筋で、全く話が噛み合わない奇人だったとされている。
フィーアにとっての研究とは、神が人間に与えた叡智を翻訳する作業を指す言葉だった。
セシャト
ジェストレス

## 用語
１８７２１２０５
金色に光る三方二十面体。地下研究所の研究者・デイビッドが翻訳した。
１９０８０６３０
１９９４０３０５
5つの4Dプリンター衛星が、命令を無視して一斉に作り上げた謎のオブジェクト。全長25m、直径60cmの円柱形をしており、4対8枚の翼状の突起物が付属し、表面には解読不能な紋様が彫り込まれている。材質は不明。
4Dプリンターから引き離されたオブジェクトは海中に沈み込み、8MSに干渉して海洋環境を悪化させ、ウォータークライシスを引き起こす。
A3W
第3次世界大戦後の世界のこと。
アルビールL5
B3Wの末期に開発・使用されたウィルス兵器。初めて被害が確認されたイラク北部の都市「アルビール」から命名された。正式名称は十桁以上の英数字で構成される。
選択的に特定の農作物へ甚大な打撃を与える特性を持つ。B3W末期に行なわれたテロ攻撃によって、中東全域の農業は壊滅的な状況に追い込まれた。この攻撃は、第三次世界大戦を引き起こした要因の一つとされている。
エイトミリオンシステムズ（8MS）
八百万ナノテク社が開発した環境ナノマシン。略称は8MS（エイミス）。自己複製を繰り返して地球全体の大気を満たしている。8MSは指示を与えることで様々な働きを見せる。大気や水質の浄化や紫外線の遮断、医療用や軍事用、通信用など、その用途は多岐にわたる。
第三次世界大戦後、8MSを世界中へ散布することで核の冬現象を阻止した。その結果、成層圏から海底、人間の体内まで、8MSが地球全体を満たすこととなった。
ガラスの海
第三次世界大戦時に撃ち込まれた太陽弾頭によって生み出された巨大クレーター。大地が超高熱で溶けてガラス化したもの。半径は約100kmで、岐阜県の中央から大阪までを直径とする。平和の象徴として、世界大戦遺産に登録されている。
キコニア生まれ
機械からではなく、人間から生まれた人物を指す言葉。
キズナ
日系企業が開発した無料コミュニケーションツール。世界中で若者たちの間に最も普及している。チャット機能やミニブログ機能など、現代のスマホでできることを全て脳内で直接行なえる。その中でも会話翻訳機能が特に優れている。これによって言語の壁はなくなり、異国間でも円滑にコミュニケーションを行なえるようになった。
ギローイ重４度軍事研究所
ＡＯＵ統合軍の管理下にある、空挺機兵エリートの育成を目的とした軍事研究施設。前身はＡＯＵロシアの再生医療研究所だった。この研究所に入所することは、あらゆる訓練や人体実験に対する無制限の同意を意味するため、ガントレットナイトを目指す者たちからは「最後の希望」と呼ばれている。
先天性パラレルプロセッサー（CPP）
先天的に複数の人格を持つ人物を指す言葉。複数の人格を持つため、生まれながらに並列思考を行なえる。
聖イオアンニスの黙示録
セシャトと藤治郎によって、世界の終焉を示す預言書として語られる古文書。ムラトリ正典目録においては正典として記録されていたが、カルタゴ会議では一切言及されず、その存在の痕跡すら確認できなかった。このことから、何らかの意図によって歴史から徹底的に抹消された可能性が高いとセシャトは指摘している。
ドライツィヒ変換
霊素を超高効率でエネルギーに変換する技術。ABNドイツの物理学者であるフィーア・ドライツィヒが開発した。
パラレルプロセッサー（PP）
並列処理能力が一定水準に達した子供たちを指す言葉。
パンドラの箱
研究者が名付けた、コーシュカの脳のコードネーム。研究者によれば、パンドラは神からのギフトであり、人類に最後に残された希望だという。
リジェクションシールド
ガントレットナイトだけが使用できる無敵のシールド。
霊素
地球からくみ上げる新時代の燃料。脳フィルターを使ってドライツィヒ変換することでエネルギーに変換する。

## 主題歌
「キコニアのなく頃に」
澤田真里愛によるオープニングテーマ。作詞は竜騎士07/07th Expansion、作曲はxakiとdai、編曲はxaki。
本楽曲は、daiが作成したラフをもとに、xakiが自身の解釈を加える形で制作された。作曲を担当したxakiによると、制作段階で竜騎士07から「スチームパンク」が本作の世界観の重要なキーワードの一つであると伝えられた。スチームパンクの歴史を踏まえつつ、令和の時代におけるスチームパンクの新しい形を模索した結果、EDMとオーケストラの融合というコンセプトに辿り着いたという。また、竜騎士07から「世界各地の音楽を感じさせる要素を取り入れたい」との要望があり、民族的な音楽要素も加えられている。
竜騎士07は、初めて作品のテーマを歌詞に反映させる試みに挑戦したと述べている。また、歌詞の外国語部分には物語の核心に迫る要素が含まれており、物語が完結した際に再び歌詞を読むことで、その意図を理解できるようになっているという。
「ユートピア」
本木咲黒によるエンディングテーマ。作詞はxakiと本木咲黒、作曲・編曲はxaki。
「シューニャの空」
佐倉かなえ・木野寧・本木咲黒による劇中歌。作詞は佐倉かなえ、作曲・編曲はxaki。

## CD

### 主題歌アルバム
『キコニアのなく頃に』と『うみねこのなく頃に咲』のオープニングテーマを収録したアルバム。2019年8月12日に、コミックマーケット96にて頒布された。制作はPomexgranate.、プロデュースはひぐうみSound。
| 09～17はボーナストラック。配信版にはボーナストラックが収録されていない。 |                                                                                  |                         |                     |                 |                          |       |
| #                                                                        | タイトル                                                                         | 作詞                    | 作曲                | 編曲            | 歌                       | 時間  |
| 1.                                                                       | 「キコニアのなく頃に」                                                           | 竜騎士07/07th Expansion | dai xaki            | xaki            | 澤田真里愛               | 05:15 |
| 2.                                                                       | 「白金のエンピレオ」                                                             | 佐倉かなえ ラック眼力   | dai ラック眼力 xaki | xaki            | 本木咲黒                 | 03:50 |
| 3.                                                                       | 「Last World」                                                                   | xaki                    | xaki                | xaki            | 本木咲黒                 | 04:53 |
| 4.                                                                       | 「キコニアのなく頃に」(OP ver.)                                                  |                         |                     |                 |                          | 01:35 |
| 5.                                                                       | 「白金のエンピレオ」(OP ver.)                                                    |                         |                     |                 |                          | 01:32 |
| 6.                                                                       | 「キコニアのなく頃に」(Without vocal)                                            |                         |                     |                 |                          | 05:15 |
| 7.                                                                       | 「白金のエンピレオ」(Without vocal)                                              |                         |                     |                 |                          | 03:50 |
| 8.                                                                       | 「Last World」(Without vocal)                                                    |                         |                     |                 |                          | 04:53 |
| 9.                                                                       | 「TSUBASA」(うみねこのなく頃にEP5・ED ver.)                                      | E.Kida                  | dai                 | Pino ラック眼力 | 片霧烈火                 | 01:29 |
| 10.                                                                      | 「霧のピトス」(うみねこのなく頃にEP7-8・OP ver.)                                 | 佐倉かなえ              | dai ラック眼力      | dai ラック眼力  | 木野寧 佐倉かなえ E.Kida | 01:50 |
| 11.                                                                      | 「黄金夢想曲～金色の血に染まる前に～」(黄金夢想曲・OP ver.)                      | ラック眼力              | dai ラック眼力      | ラック眼力      | 木野寧                   | 01:33 |
| 12.                                                                      | 「Golden Showtime!～黄金夢想曲†CROSS～」(黄金夢想曲†CROSS・OP ver.)              | 佐倉かなえ ラック眼力   | dai ラック眼力      | ラック眼力      | Rojak                    | 01:47 |
| 13.                                                                      | 「黄金夢想曲X～黄金の奇跡を叶えるまで～」(黄金夢想曲X・OP ver.)                  | ラック眼力              | ラック眼力          | ラック眼力      | 本木咲黒                 | 01:59 |
| 14.                                                                      | 「愛しを渡るは黄昏ぞ」(彼岸花の咲く夜に・OPスペシャル ver.)                      | 佐倉かなえ ラック眼力   | dai ラック眼力      | ラック眼力      | 木野寧                   | 01:47 |
| 15.                                                                      | 「愛はオメルタ」(ローズガンズデイズ・OP ver.)                                    | 佐倉かなえ ラック眼力   | ラック眼力          | ラック眼力      | Rojak feat.Mayumi        | 01:50 |
| 16.                                                                      | 「あの日へ」(ひぐらしのなく頃に奉・OP ver.)                                      | 佐倉かなえ dai          | dai                 | Morrigan        | 癒月                     | 01:37 |
| 17.                                                                      | 「ひぐらしブレイクアウト!～そらの向こうメドレー」(ひぐらしのなく頃に奉・ED ver.) |                         | xaki                | xaki            | 本木咲黒                 | 05:02 |
| 合計時間:                                                                | 合計時間:                                                                        | 合計時間:               | 合計時間:           | 合計時間:       | 合計時間:                | 49:57 |

### オリジナルサウンドトラック（Phase1）
『キコニアのなく頃に』Phase1のオリジナルサウンドトラック。著作権フリーのBGMはアルバムに含まれていない。また、本編使用楽曲のほかに、ドラマCD『ハオルシア』で使用された楽曲も収録されている。
| #         | タイトル                                                 | 作詞      | 作曲              | 時間 |
| --------- | -------------------------------------------------------- | --------- | ----------------- | ---- |
| 1.        | 「Advancing」                                            |           | pre-holder        | 3:05 |
| 2.        | 「Genius Children」                                      |           | dai               | 3:28 |
| 3.        | 「Rouge」                                                |           | M.Zakky           | 3:22 |
| 4.        | 「dai惨事」                                              |           | M.Zakky           | 2:57 |
| 5.        | 「勇者よ、強くあれ。馬鹿であれ」                         |           | dai               | 1:09 |
| 6.        | 「WelcomeToA3W」                                         |           | xaki              | 5:01 |
| 7.        | 「chat」                                                 |           | pre-holder        | 3:10 |
| 8.        | 「紺碧の空と飛行機雲」                                   |           | あきやまうに      | 3:42 |
| 9.        | 「white song」(short Ver.)                               |           | dai               | 1:05 |
| 10.       | 「GauntletWings」                                        |           | xaki              | 2:37 |
| 11.       | 「Underdogs」                                            |           | pre-holder        | 1:52 |
| 12.       | 「T'sBlues」                                             |           | xaki              | 1:10 |
| 13.       | 「ユートピア」(feat. 本木咲黒)                           |           | xaki              | 2:03 |
| 14.       | 「ApocalypsisCiconia-I」                                 |           | xaki              | 3:17 |
| 15.       | 「ApocalypsisCiconia-II」                                |           | xaki              | 3:19 |
| 16.       | 「シューニャの空」(inst Ver.)                            |           | xaki              | 4:50 |
| 17.       | 「シューニャの空」(feat. 本木咲黒、佐倉かなえ、木野寧)   |           | xaki              | 4:50 |
| 18.       | 「望郷の虹」(feat. 朝樹りさ、木野寧、佐倉かなえ、舞原鈴) |           | dai               | 2:54 |
| 19.       | 「ピンクジャスティス」(feat. 本木咲黒)                   |           | ラック眼力 にいむ | 2:00 |
| 20.       | 「Rebirth of blue」                                      |           | pre-holder        | 2:44 |
| 21.       | 「ネガイノハテ」                                         |           | M.Zakky           | 4:30 |
| 22.       | 「Pink Justice」(inst Ver.)                              |           | ラック眼力        | 3:16 |
| 23.       | 「天空へ」                                               |           | dai               | 1:53 |
| 24.       | 「望郷の虹」(Inst Ver.)                                  |           | dai               | 1:35 |
| 25.       | 「ユートピア」(Inst Ver.)                                |           | xaki              | 1:58 |
| 合計時間: | 合計時間:                                                | 合計時間: | 71:47             |      |